# Nicolas Magens
Nicolas Magens (1697 – 1764) è stato un imprenditore tedesco.

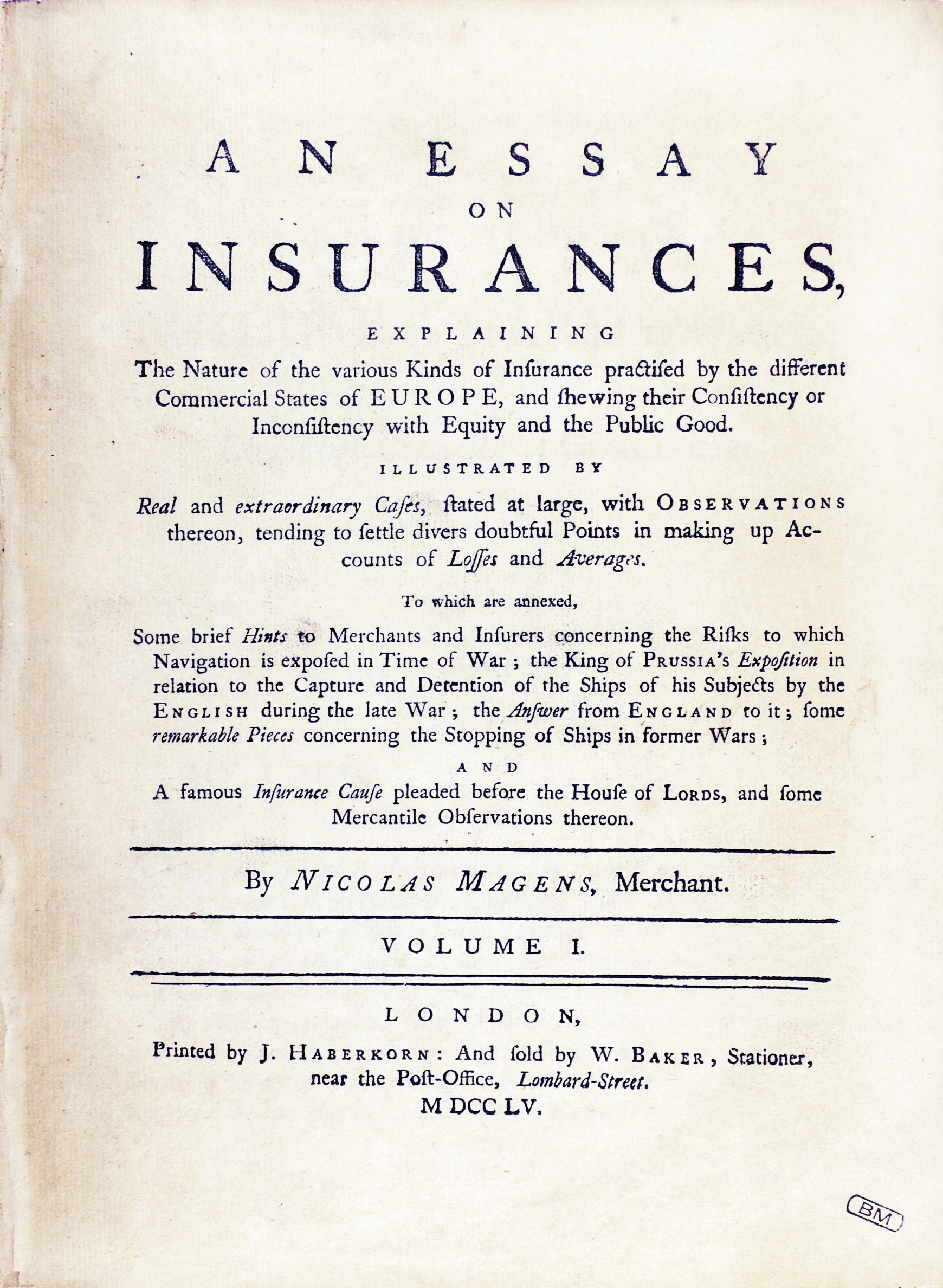
An essay on insurances, 1755 (Fondazione Mansutti, Milano).

Magens commerciava prevalentemente con la Spagna, vivendo anche per lunghi periodi a Londra come responsabile della London Assurance Company. La sua prima opera è The universal merchant, pubblicata nel 1753, che fu utilizzata da Adam Smith ne La ricchezza delle nazioni a proposito delle stime di metalli pregiati importati in Europa. Altra opera di Magens è An essay on insurances, stampata da Johann Haberkorn nel 1749, come traduzione inglese del Versuch über Assecuranzen, già edita ad Amburgo nel 1753. Il libro propone le forme di assicurazione utilizzate nelle località commerciale in Europa, approfondendo il rapporto tra assicurazione e bene comune. Il manuale è diviso in due parti: la prima raccoglie casi concreti analizzati per risolvere ogni possibile dubbio, mentre la seconda riporta le leggi del settore. Secondo Magens, le assicurazioni britanniche si svilupparono grazie alla generosità e alle capacità degli assicuratori di risolvere e liquidare i sinistri.